# South Pacific Tennis Classic 1977
Il South Pacific Tennis Classic 1977 è stato un torneo di tennis giocato sull'erba. Il torneo si è giocato a Brisbane in Australia dal 10 al 16 ottobre 1977.

## Campioni

### Singolare
Vitas Gerulaitis ha battuto in finale  Tony Roche con il punteggio di 6–7, 6–1, 6–1, 7–5

### Doppio
Vitas Gerulaitis /  Bill Scanlon hanno battuto in finale  Malcolm Anderson /  Ken Rosewall con il punteggio di 7–6, 6–4